# Кастело (Потенца)
Кастело (итал. Castello) је насеље у Италији у округу Потенца, региону Базиликата.
Према процени из 2011. у насељу је живело 117 становника. Насеље се налази на надморској висини од 813 м.